# Vanault-le-Châtel
Vanault-le-Châtel är en kommun i departementet Marne i regionen Grand Est (tidigare regionen Champagne-Ardenne) i nordöstra Frankrike. Kommunen ligger i kantonen Heiltz-le-Maurupt som tillhör arrondissementet Vitry-le-François. År 2022 hade Vanault-le-Châtel 164 invånare.

## Befolkningsutveckling
Antalet invånare i kommunen Vanault-le-Châtel
| Referens: INSEE |